# 오카다 토시오
오카다 토시오(일본어: 岡田斗司夫, 1958년 7월 1일 - )는 일본의 프로듀서, 평론가, 문필가, 사업가다.
주식회사 오타킹 대표이사, 주식회사 클라우드시티 대표이사, 주식회사 가이낙스 전 대표이사사장(초대), 도쿄대학 교양학부 전 비상근강사, 오사카예술대학 예술학부 캐릭터조형학과 전 객원교수 등을 역임했다.